# Technique mixte

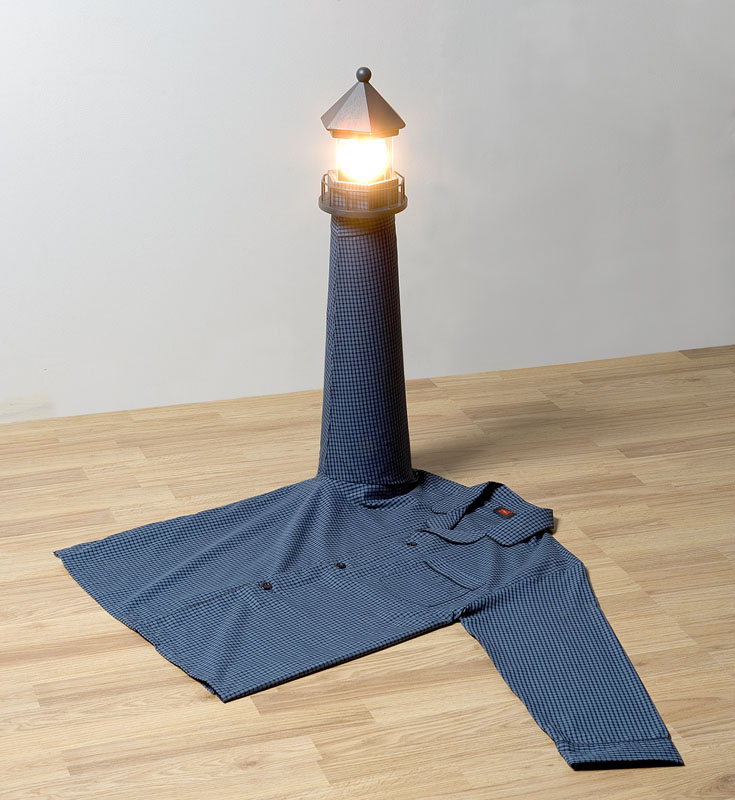
Sculpture de l'artiste Adam Niklewicz.

En arts plastiques, une technique mixte est une approche par laquelle l'artiste utilise au moins deux moyens techniques différents.
En peinture, on parle de technique mixte quand la matière colorée comporte au moins deux liants de nature différente ou des matériaux hétérogènes. On désigne souvent ainsi la méthode qui commence à la tempera et qui termine, une fois celle-ci sèche, avec la peinture à l'huile. On rend ainsi les couches de finition plus lumineuses.
Dans l'histoire de la technique picturale, les artistes ont souvent mélangé des matériaux pour arriver à leurs fins. L'expression « technique mixte » désigne aussi les cas où la documentation d'aucun procédé ne représente adéquatement l'œuvre qu'on cherche à caractériser.
Chaque technique offre à l'artiste des possibilités expressives, qu'il exploite à sa guise, et qu'il choisit en fonction de sa personnalité. Une telle démarche peut aboutir à explorer de nouvelles formes d'art (exemple : peintre qui devient sculpteur).
Le recours à une technique mixte peut avoir deux raison̺s[réf. souhaitée] :
- personnaliser son langage au maximum.
- explorer les interactions entre les différents médiums et instruments graphiques.